# Federico Rivera
Federico Rivera (Medellín, 6 de noviembre de 1979) es un actor de cine, teatro y televisión colombiano. Es reconocido por interpretar en varias producciones nacionales.

## Filmografía

### Televisión
- Survivor: La isla de los famosos (2023) — Participante[2]
- Noticia de un secuestro (2022) — Tocino[3]
- Te la dedico  (2022)
- Enfermeras  (2019-2021) — Hector Rubiano
- El general Naranjo  (2019-2020) — Pablo Escobar
- Tu Club (2018)
- Descontrol  (2018) — Cesar
- Tarde lo conocí  (2017-2018) — Orlando Maestre
- Narcos  (2016) — Ricardo Prisco
- Sala de urgencias  (2015) — Airio
- ¿Quién mató a Patricia Soler?  (2015) — Ismael
- La viuda negra  (2014) — Jose
- Comando élite  (2013) — Zúñiga
- La promesa  (2013) — Penagos
- Tres Caínes  (2012) — Anillo
- Corazones blindados  (2012-2013) — Moto Raton
- ¿Donde carajo esta Umaña?  (2012) — Sargento Bermudez
- Infiltrados (2011) — Manzanero
- Los canarios  (2011) — Capitán Ramirez
- La bruja  (2011) — Quiñones
- Correo de inocentes  (2011) — Carvelli
- Rosario Tijeras  (2010) — Colacho
- El fantasma del Gran Hotel  (2009) — Aurelio
- Gabriela, giros del destino  (2009)— El Topo
- Bermudez (2009) — Carecrimen
- Sin senos no hay paraíso  (2008) — Raul
- El cartel  (2008) — Rene Zamudio
- Pura sangre (2007) — Kojac
- El Zorro: la espada y la rosa (2007) — Hermano Seboya
- Nuevo rico, nuevo pobre  (2007) — Rogelio
- Pocholo  (2006) — Barreto
- Las profesionales a su servicio (2006) — Ricardo